# سيلينيد ثنائي الميثيل
سيلينيد ثنائي الميثيل هو مركب سيلينيوم عضوي صيغته C2H6Se، والتي يمكن كتابتها على الشكل CH3)2Se)، ويوجد على شكل سائل عديم اللون.

## التحضير
يحضر المركب من تفاعل سيلينيد الصوديوم مع ميثيل كبريتات الصوديوم:
{\displaystyle \mathrm {Na_{2}Se+2\ CH_{3}OSO_{3}Na\longrightarrow (CH_{3})_{2}Se+2\ Na_{2}SO_{4}} }

## الخواص
يوجد المركب في الشروط القياسية من الضغط ودرجة الحرارة على شكل سائل عديم اللون، وهو لا يمتزج عملياً مع الماء، لكنه يمتزج مع الإيثانول.

## الوفرة
يمكن أن يعثر على هذا المركب في الطبيعة في بعض النباتات والفطريات.